# Ernesto Lazzatti
Pour les articles homonymes, voir Lazzatti.
Ernesto Lazzatti, né le 5 septembre 1915 à Ingeniero White (es) dans la province de Buenos Aires (Argentine) et mort le 30 décembre 1988, est un footballeur international, entraîneur et journaliste sportif argentin.

## Carrière
Capable de jouer défenseur ou milieu de terrain central, Lazzatti réalise l’essentiel de sa carrière sous les couleurs de Boca Juniors, avec lequel il joue 379 rencontres et remporte cinq titres de champion d’Argentine (1934, 1935, 1940, 1943 et 1944).
Il est sélectionné à quatre reprises en équipe nationale en 1936 et 1937, et prend part notamment à la campagne victorieuse de la Copa América 1937.
Après deux dernières saisons au Danubio FC, en Uruguay, Lazzatti revient en Argentine et prend en charge une première fois la direction de l'équipe de Boca en 1950, puis une seconde fois en 1954. Cette deuxième expérience lui permet de mener le club à un nouveau titre de champion. Après ce succès, il arrête sa carrière d’entraîneur et se tourne vers le journalisme sportif.